# Ferdinand de Saussure
Ferdinand de Saussure (ur. 26 listopada 1857 w Genewie, zm. 22 lutego 1913 w Vufflens-le-Château) – szwajcarski językoznawca, filozof, założyciel strukturalizmu. Powszechnie uznawany za ojca nowoczesnej lingwistyki, a także semiotyki (razem z Charlesem Sandersem Peircem).

## Życiorys
Pochodził ze słynnej rodziny genewskich uczonych. Był synem Henriego de Saussure’a, entomologa i Louise de Pourtalès oraz bratem Léopolda de Saussure’a i René de Saussure’a, esperantysty. Jego dziadkiem był Nicolas-Théodore de Saussure, chemik i botanik, zaś pradziadkiem Horace-Bénédict de Saussure, naturalista i geolog. Synem Ferdynanda był Raymond de Saussure, lekarz i psychoanalityk.
Już w wieku lat 14 de Saussure wykazywał wielki talent do języków. Studiował łacinę, grekę i sanskryt. Po studiach na Uniwersytecie w Genewie, rozpoczął przewód doktorski na Uniwersytecie w Lipsku w 1876. Dwa lata później, w wieku 21 lat, wydał książkę zatytułowaną Mémoire sur le système primitif des voyelles dans les langues indo-européennes (Dysertacja na temat pierwotnego systemu samogłosek w językach indoeuropejskich). Następnie poświęcił rok na studia w Berlinie pod kierunkiem Heinricha Zimmerra (Privatdozenten), z którym studiował język celtycki oraz Hermanna Oldenberga, z którym kontynuował studia nad sanskrytem. Powrócił do Lipska celem obrony swojej pracy doktorskiej De l’emploi du génitif absolu en sanscrit; otrzymał tytuł doktora w lutym 1880. Wkrótce potem przeniósł się do Paryża, gdzie wykładał sanskryt, język gocki i staro-wysoko-niemiecki, a sporadycznie również inne przedmioty.

## Spuścizna
Określił język jako kolektywny zbiór (dokładniej: system) norm społecznych, umożliwiających porozumiewanie się w obrębie danej społeczności. Podobnie jak Jan Niecisław Baudouin de Courtenay odróżniał język jako zbiór znaków (system językowy, langue) od mówienia (parole), będącego jednostkową realizacją tegoż systemu (zob. langue a parole).
Według de Saussure’a jedynym i prawdziwym przedmiotem językoznawstwa był język rozpatrywany sam w sobie. Język jest systemem znaków i reguł ich tworzenia, który nie może być wytworem pojedynczego człowieka; jest pewną abstrakcją, która urzeczywistnia się w indywidualnych aktach werbalnych (mówieniu). Zadaniem lingwistyki winno być precyzyjne oddzielenie systemu języka od konkretnej jednostkowej wypowiedzi.
De Saussure miał sceptyczny stosunek do idei regulacji językowej. Jego założenia doprowadziły do odrzucenia preskryptywizmu w nowoczesnej lingwistyce i skoncentrowania badań naukowych na deskryptywnej obserwacji realnie używanego języka. De Saussure uznawał, że językoznawstwo powinno badać wszelkie aspekty zachowań językowych, w tym odstępstwa od sankcjonowanych norm, czyli takie sposoby użycia języka, które są krytykowane w tradycji preskryptywizmu.
De Saussure wypracował rozróżnienie między językoznawstwem diachronicznym, badającym historyczny rozwój języka, i językoznawstwem synchronicznym, opisującym stan języka w danym momencie. Stał na stanowisku, że strukturę języka należy badać w ujęciu synchronicznym, abstrahującym od historii poszczególnych elementów. Wprowadził pojęcie znaku językowego jako składowej dwóch elementów – znaczonego i znaczącego, gdzie pierwszy to samo abstrakcyjne pojęcie, a drugi – jego akustyczna reprezentacja. Język w rozumieniu de Saussure’a funkcjonuje w oparciu o związki syntagmatyczne, istniejące pomiędzy elementami umieszczonymi w konkretnej wypowiedzi i związki paradygmatyczne, istniejące na poziomie abstrakcyjnym.

## Dzieła
Jego najsławniejsze dzieło, Kurs językoznawstwa ogólnego, przygotowali na podstawie notatek z wykładów oraz własnych przemyśleń dwaj jego genewscy koledzy, Charles Bally i Albert Sechehaye. Z kolei Szkice z językoznawstwa ogólnego zostały wydane na podstawie notatek samego de Saussure’a, ich tekst uznaje się więc na ogół za bardziej wiarygodny.
- Ferdinand de Saussure, Kurs językoznawstwa ogólnego, przekł. Krystyna Kasprzyk. Wyd. 1: wstęp Witold Doroszewski, Warszawa 1961. Wyd. 2 popr. i nast.: wstęp i przypisy Kazimierz Polański, Warszawa 1991², 2002³. przekład angielski
- Ferdinand de Saussure, Szkice z językoznawstwa ogólnego, przekł., wstęp i red. nauk. Magdalena Danielewiczowa, Warszawa 2004.